# Luca Fusi
Luca Fusi (* 7. Juni 1963 in Lecco) ist ein ehemaliger italienischer Fußballspieler und heutiger -trainer. Er spielte unter anderem für Sampdoria Genua, den SSC Neapel, Torino Calcio und Juventus Turin. Weiterhin nahm er mit der italienischen Fußballnationalmannschaft an der Fußball-Europameisterschaft 1988 in Deutschland teil.

## Spielerkarriere

### Vereinskarriere
Luca Fusi, geboren 1963 im norditalienischen Lecco in der Lombardei, begann mit dem Fußballspielen beim FC Como, heutzutage unter dem Namen Como Calcio bekannt. Dort war Luca Fusi, der auf der Position eines Mittelfeldspielers agierte, von 1981 bis 1986 aktiv und machte während dieser Zeit 125 Ligaspiele für die Norditaliener, wobei ihm fünf Treffer gelangen. Die meisten dieser Spiele machte er im Rahmen der Serie A, in die Como nach dem Abstieg in Fusis erster Saison 1981/82 in der Serie B 1983/84 wieder aufgestiegen war. Als Aufsteiger konnte man sich in der Folge etablieren und belegte in den beiden Jahren, in denen Luca Fusi noch in Como weilte, jeweils einen Mittelfeldplatz. Im Sommer 1986 verließ Luca Fusi den FC Como und schloss sich Sampdoria Genua an, wo er in den folgenden beiden Jahren sechzig Ligaspiele der Serie A machte, in der Liga wurden bis 1988 stets Platzierungen im oberen Tabellendrittel erlangt. Seinen größten Erfolg im Trikot von Sampdoria Genua konnte Luca Fusi feiern, als in der Spielzeit 1987/88 die Coppa Italia durch einen Finalsieg gegen Torino Calcio gewann.
Trotz des Erfolges mit Sampdoria wechselte Luca Fusi zur Spielzeit 1988/89 erneut den Verein und ging in den Süden Italiens zur SSC Neapel, der sich damals auf einem Höhenflug befand. Mit der großen neapolitanischen Mannschaft um Diego Maradona, Careca und Andrea Carnevale siegte Luca Fusi gleich in seiner ersten Saison im UEFA-Pokal 1988/89. Nachdem im Turnierverlauf PAOK Thessaloniki, der 1. FC Lokomotive Leipzig, Girondins Bordeaux, Juventus Turin und der FC Bayern München bezwungen wurden, traf man im Endspiel auf den VfB Stuttgart. Das Hinspiel im heimischen Stadio San Paolo wurde vor über 80.000 Zuschauern mit 2:1 gewonnen, im Rückspiel in Stuttgart erkämpfte sich die Mannschaft von Trainer Ottavio Bianchi ein 3:3, was den Sieg im UEFA-Pokal mit sich brachte. Luca Fusi wurde in beiden Finalspielen über die gesamte Spielzeit im Mittelfeld des SSC eingesetzt, ein Tor gelang ihm aber nicht.
Auch im Ligabetrieb verlief die Zeit in Neapel für Luca Fusi durchaus erfolgreich. Nach einem zweiten Platz in der Saison 1988/89 wurde man in der Serie A 1989/90 zum zweiten Mal seit 1987 Erster, was bis heute die letzte Meisterschaft für den SSC Neapel darstellt. Es wurde der erste Rang mit zwei Punkten Vorsprung auf die AC Mailand belegt. Luca Fusi spielte insgesamt in sechzig Ligaspielen für den SSC Neapel und erzielte dabei zwei Tore. Im Sommer 1990 verließ er den Verein und ging nach Turin zu Torino Calcio. Dort war Fusi bis ins Jahr 1994 aktiv. Mit Torino gewann Fusi in der Spielzeit 1992/93 die Coppa Italia durch einen Sieg im Endspiel gegen die AS Rom. Neben dem Sieg im Mitropapokal 1991 zog Fusi mit Torino auch ins Endspiel des UEFA-Pokal 1991/92 ein, unterlag allerdings Ajax Amsterdam.
Nach 119 Ligapartien im Dress von Torino Calcio wechselte Luca Fusi 1994 innerhalb von Turin den Verein und unterschrieb einen Vertrag bei Juventus Turin. Für Juventus kam Fusi nur in zehn Ligaspielen zum Einsatz, gewann aber einmal die Meisterschaft und einmal den italienischen Pokal. Nach zwei Jahren bei Juventus ging Luca Fusi in die Schweiz, um dort seine Karriere beim FC Lugano ausklingen zu lassen.

### Nationalmannschaft
Luca Fusi kam zwischen 1988 und 1992 zu insgesamt acht Länderspielen in der italienischen Fußballnationalmannschaft. Von Nationaltrainer Azeglio Vicini wurde er für die Fußball-Europameisterschaft 1988 nominiert. Die italienische Mannschaft schied hierbei im Halbfinale gegen die Sowjetunion aus, nachdem in der Vorrunde der zweite Rang hinter Deutschland, aber vor Spanien und Dänemark belegt wurde. Luca Fusi wurde im Turnierverlauf jedoch nicht eingesetzt.

## Trainerkarriere
Nach dem Ende seiner Zeit als aktiver Fußballspieler wurde Luca Fusi Trainer. Nachdem er einige Jahre als Jugendtrainer bei Atalanta Bergamo sowie als Trainer der zweiten Mannschaft des AC Cesena agierte, übernahm er 2007 beim unterklassigen Verein AC Bellaria Igea Marina sein erstes Amt als hauptverantwortlicher Trainer. Später coachte er auch noch Real Marcianise und Foligno Calcio, zu Engagements in höherklassigen Ligen reichte es bisher nicht. Seit Oktober 2013 ist Fusi Coach des Viertligisten Castel Rigone.